# Егоров, Андрей Сергеевич
Егоров Андрей Сергеевич — российский искусствовед. Член-корреспондент Российской академии художеств (2012). 

## Биография
Родился 6 июля 1984 года в Москве.
Окончил Московский государственный университет им. М. В. Ломоносова (Отделение истории и теории искусства Исторического факультета) в 2006 году.
Член-корреспондент Российской академии художеств (Отделение искусствознания и художественной критики, с 2012 года).
Живёт и работает в Москве.

## Основные экспозиционно-выставочные работы, подготовка изданий
- Автор и составитель путеводителя по коллекции MMOMA «Искусство новых медиа».
- Куратор ряда масштабных выставок совместно с Анной Арутюнян, среди которых:
  - Экспозиция MMOMA «Сны для тех, кто бодрствует» (2013)
  - «Николай Шумаков. Приватные занятия архитектора» (2014)
  - Экспозиция MMOMA «Музей с предсказаниями» (2014-15, совместно с Василием Церетели)
  - «Одно внутри другого. Искусство новых и старых медиа в эпоху высокоскоростного интернета» (2015-2016)
  - Детский фестиваль «PLAYMMOMA: играй с современным искусством!» (2016, совместно с Полиной Зотовой)
  - «Хаим Сокол. Свидетельство» (2018)
  - «Идеальный возраст». Специальный проект 6. Московской международной биеннале молодого искусства (2018)
  - «Татьяна Назаренко. Будущее в прошлом» (2020, совместно с Людмилой Андреевой)
  - «Иван Новиков. Против зерна» (2020)
  - «Современник. Начало» (2021, совместно с Елизаветой Спиваковской и Алексеем Трегубовым)
  - Экспозиция MMOMA «Летняя коллекция» (2021)
  - «Белый куб. Август. Заметки к иконологии картины мира» (2022)
  - «Андрей Дюдя Сарабьянов. Там, где сердце» (2023)
  - «Евгения Буравлева. Малая родина» (2024)
  - «Зураб Церетели. Солнечный сад» (2024, совместно с Еленой Церетели и Василием Церетели)
  - Экспозиция MMOMA «Вещи и видения» (2024-2025)
- Автор выставочной программы «Коллекция. Точка обзора» для Образовательного центра MMOMA (совместно с Анной Арутюнян).

## Государственная и общественная деятельность
- Заведующий Научным отделом и куратор ГБУК Москвы «Московский музей современного искусства» (MMOMA).

## Награды
- Диплом «За эффективный творческий поиск» (Интермузей, 2014)
- Благодарность РАХ (2012)
- Медаль «Достойному» РАХ (2018)

## Материалы онлайн
- "Белый куб. Август": выставка-рассуждение о картине мира. Art Flash Magazine (2022)
- #Современная скульптура. Интервью с Андреем Егоровым в журнале Cabinet de l'art . Материал Ольги Серёгиной. (2020)
- Куратор - отчасти психотерапевт, тренер, медиум. Анна Арутюнян и Андрей Егоров об "Идеальном возрасте" и принципах кураторской работы. Интервью Дарье Курдюковой, "Независимая газета" (2018)
- Анна Арутюнян, Андрей Егоров. Человек, которому больше всех надо. Colta.ru. Материал Юлии Рыженко (2013).

## Семья
Отец - Сергей Александрович Егоров (1945-1992), доктор юридических наук, профессор, сотрудник ИГП РАН, специалист по американской правовой и политической системе.
Мать - Джамиля Канышевна Утегенова, кандидат юридических наук, в прошлом сотрудник ИМЭМО РАН.
Дед - Каныш Имантаевич Сатпаев (1899-1964), советский ученый-геолог, первый президент Академии наук Казахской ССР.
Бабушка - Камила Досовна Утегенова (1915-1993), советский врач акушер-гинеколог, заведующая кафедрой акушерства и гинекологии Казахского государственного медицинского института.